# Gi meg fri
«Gi meg fri» —[ jiː mæɪ̯ fɾiː ]; en español: «Libérame»— es una canción escrita por Arne Bendiksen e interpretada en noruego por Kirsti Sparboe y Åse Kleveland. Se lanzó como sencillo en 1966 mediante Triola y Polydor Records, respectivamente. Participó en el Melodi Grand Prix 1966, la final nacional por la cual Noruega seleccionó a su representante del Festival de la Canción de Eurovisión 1966.
La canción también fue grabada en alemán («Gib mich Frei») y en sueco («Släpp mig fri») por Kleveland.

## Festival de Eurovisión

### Melodi Grand Prix 1966
Esta canción participó en el Melodi Grand Prix de 1966, celebrado el 5 de febrero de ese año. La canción fue interpretada dos veces: primero por Kirsti Sparboe con una pequeña banda y luego por Åse Kleveland junto a una orquesta. Finalmente, la canción quedó en 2º puesto con 11 puntos.
Kleveland logró representar a Noruega en el Festival de Eurovisión de 1966 con la canción «Intet er nytt under solen», que ganó el Melodi Grand Prix y también fue compuesta por Arne Bendiksen.

## Letra
La canción habla sobre «una canción con una extraña melodía» que ha sido cantada por el hombre una y otra vez y sigue siendo la misma, repitiendo en varias ocasiones «libérame».

## Formatos
| Kirsti Sparboe - Noruega - Disco de vinilo 7" |              |          |  |
| N.º                                           | Título       | Duración |  |
| 1.                                            | «Vims»       |          |  |
| 2.                                            | «Gi meg fri» | 2:20     |  |

| Åse Kleveland - Noruega Alemania, y Suecia - Disco de vinilo 7" |                             |          |  |
| N.º                                                             | Título                      | Duración |  |
| 1.                                                              | «Intet er nytt under solen» | 1:38     |  |
| 2.                                                              | «Gi meg fri»                | 2:20     |  |

## Historial de lanzamiento
| Región         | Fecha | Formato                    | Discográfica    | Ref.  |
| -------------- | ----- | -------------------------- | --------------- | ----- |
| Kirsti Sparboe |       |                            |                 |       |
| Noruega        | 1966  | Disco de vinilo 7", 45 RPM | Triola Records  | [ 2 ] |
| Región         | Fecha | Formato                    | Discográfica    | Ref.  |
| Åse Kleveland  |       |                            |                 |       |
| Noruega        | 1966  | Disco de vinilo 7", 45 RPM | Polydor Records | [ 3 ] |
| Alemania       | 1966  | Disco de vinilo 7", 45 RPM | Polydor Records | [ 6 ] |
| Suecia         | 1966  | Disco de vinilo 7", 45 RPM | Polydor Records | [ 7 ] |